# 陳天仁 (1993年)
陳天仁（1993年9月27日—），台灣女演員，畢業於元智大學資訊傳播學系，擅長畫畫、書法。於2010年的中華職棒賽事中，被電視轉播的攝影鏡頭捕捉而為媒體所廣泛報導，她也因此以「象迷娘」之稱號被大家認識。

## 生平

### 象迷娘
2010年7月10日，中華職棒兄弟象與統一獅兩隊在台北市立天母棒球場進行比賽，緯來體育台的攝影鏡頭捕捉到當時還就讀平鎮高中的陳天仁在觀眾席上為兄弟象隊加油，其亮眼外型立即成為觀眾矚目的焦點與媒體爭相報導的話題，她也因此被冠上「象迷娘」的稱號，而「陳天仁」三個字更一度躍上「Yahoo奇摩」熱搜關鍵字第一名。成名後各種代言與廣告邀約不斷，其中也包括受邀擔任中華職棒的開球嘉賓。

### 跨足戲劇
陳天仁於2013年初次參與電視劇演出，在中視偶像劇《借用一下你的愛》中飾演小四。2019年1月，三立電視台播出的八點檔華劇《必勝大丈夫》，是她首部擔綱主演的電視劇。同年5月於八大電視台上映的偶像劇《90後的我們》，則是她生涯中首度擔任第一女主角的戲劇。陳天仁也曾於2017年參與電影《驚夢49天》的演出，這部戲是她初登大銀幕之作。
2021年3月27日傳出她與周孝安結婚的消息，兩人的緣分起於2019年合作的《必勝大丈夫》，經一年多的交往始情定終身，他們稍後也同時在 Facebook 和 Instagram 上宣布好消息。 
2021年10月中旬，陳天仁誕下一女－Kattie。

## 電視劇
| 首播日期       | 播映頻道          | 劇名               | 飾演角色                 | 製作公司                                 | 地區        |
| 2013年3月3日   | 中視、中天綜合台  | 《借用一下你的愛》 | 小四                     | 中視、意象動力傳播有限公司               | 臺灣        |
| 2019年1月8日   | 三立都會台        | 《必勝大丈夫》     | 黃天禎                   | 三立電視、雷斯利傳媒                     | 臺灣        |
| 2019年5月14日  | 八大綜合台        | 《90後的我們》     | 施小憶 陶雪倫(SharonTao) | 八大電視                                 | 臺灣        |
| 2021年8月7日   | 八大戲劇台、ViuTV | 《超感應學園》     | 愛寶                     | 香港電視娛樂、興揚電影有限公司、八大電視 | 香港、 臺灣 |
| 2023年11月26日 | 東森戲劇台、公視+ | 《生命捕手》       | 洪嘉琳                   | 映畫傳播事業股份有限公司、東森電視       | 臺灣        |
| 2024年2月25日  | 東森戲劇台、公視+ | 《生命捕手2》      | 洪嘉琳                   | 映畫傳播事業股份有限公司、東森電視       | 臺灣        |

## 電影
| 上映日期      | 地區 | 劇名         | 飾演角色 | 備註          |
| 2020年6月24日 | 臺灣 | 《驚夢49天》 | 張茜華   | [ 11 ] [ 12 ] |

## 綜藝節目
| 播出日期       | 節目名稱         | 頻道       | 單元主題                                                          | 備註                 |
| 2019年2月15日  | 《娛樂百分百》   | 八大綜合台 | 誕生吧!劇星 (第五輪 - 決賽) （页面存档备份，存于）                | 陳天仁獲選最佳女主角 |
| 2019年2月1日   | 《娛樂百分百》   | 八大綜合台 | 誕生吧!劇星 (第四輪)                                              |                      |
| 2019年1月25日  | 《娛樂百分百》   | 八大綜合台 | 誕生吧!劇星 (第三輪)                                              |                      |
| 2019年1月18日  | 《娛樂百分百》   | 八大綜合台 | 誕生吧!劇星 (第二輪)                                              |                      |
| 2019年1月11日  | 《娛樂百分百》   | 八大綜合台 | 誕生吧!劇星 (第一輪)                                              |                      |
| 2018年1月11日  | 《小明星大跟班》 | 中天綜合台 | 難以忘懷的酸甜滋味！情竇初開的第一次！ （页面存档备份，存于）     |                      |
| 2017年10月9日  | 《小明星大跟班》 | 中天綜合台 | 哪種類型的女孩才是爸媽的菜？親子聯誼大會！ （页面存档备份，存于） |                      |
| 2013年12月30日 | 《WOW！侯麻吉》  | 衛視中文台 | 校園美女 夢幻校花來囉                                             |                      |
| 2013年3月19日  | 《大學生了沒》   | 中天綜合台 | 大學生正妹懶人包                                                  |                      |

### MV
| 曲名                                | 演唱者                         | 年份 | 備註                               |
| 《元夢 （页面存档备份，存于）》     | 麵線、阿蛋、約翰、棉褲、陳天仁 | 2017 | 元智大學106級畢業季限定歌曲        |
| 《我朋友 （页面存档备份，存于）》   | 黃鴻升                         | 2015 |                                    |
| 《薯條女孩 （页面存档备份，存于）》 | 超能兒樂團                     | 2013 | 日本超人氣薯條先生獨家MV (Jagabee) |

## 廣告
- 天地合補青木瓜四物飲
- 桂格超級北海道鮮奶燕麥片
- 花王Ange漾婕底妝
- 五洲製藥-鐵胃廣告
- 五洲製藥-斯斯感冒膠囊廣告
- 台灣之星-挑戰全台最強覆蓋率
- Samsung-Galaxy S7

### 展場
- 2013年 台北應用展 Canon

### 平面雜誌
- 2012年 高校誌雜誌五月號封面人物

## 代言
- 2012年 玉山盃全國青棒錦標賽宣傳大使
- 2012年 BAF 12U 世界盃少棒錦標賽宣傳大使
- 2013年 天仁茗茶2013-2015年度代言人
- 2013年 中職24年兄弟象隊主場開球
- 2015年 中壢「Jam文創隨興」音樂會
- 2017年 HAMILTON Face2Face Ⅱ 腕表 站台
- Canon100D代言
- 全國高中原創音樂祭代言人
- TOYOTA維修部人形立牌
- 蕾妮亞生理褲

## 外部連結
- 陳天仁的Facebook專頁
- 陳天仁的新浪微博
- 陳天仁的Instagram帳戶